# Pilates

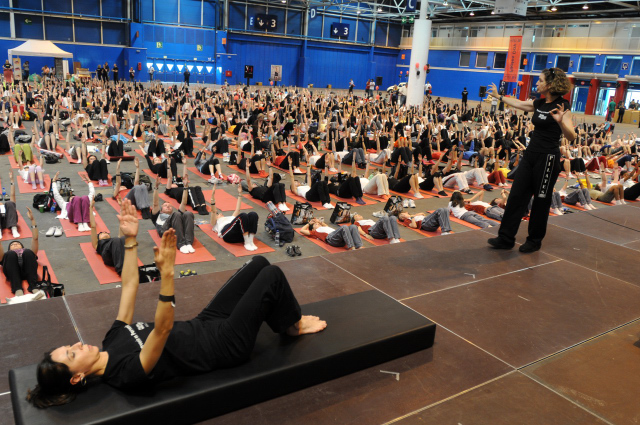
Momento del Pilates Day del maggio 2010, a Madrid in Spagna

Il metodo Pilates, detto anche semplicemente Pilates (pronuncia tedesca: [piˈlaːtəs]), è un sistema di allenamento sviluppato all'inizio del Novecento da Joseph Pilates.

## Caratteristiche
Traendo ispirazione da antiche discipline orientali quali yoga e Do-In (Giappone), Pilates scrisse due libri in cui illustra il suo metodo: Return to Life through Contrology e Your Health: A Corrective System of Exercising That Revolutionizes the Entire Field of Physical Education.
Pilates chiamò il suo metodo Contrology, con riferimento al modo in cui il metodo incoraggia l'uso della mente per controllare i muscoli. È un programma di esercizi che si concentra sui muscoli posturali, cioè quei muscoli che aiutano a tenere il corpo bilanciato e sono essenziali a fornire supporto alla colonna vertebrale. Il metodo è indicato anche nel campo della rieducazione posturale. In particolare, gli esercizi di Pilates fanno acquisire consapevolezza del respiro e dell'allineamento della colonna vertebrale rinforzando i muscoli del piano profondo del tronco, molto importanti per aiutare ad alleviare e prevenire mal di schiena. Con questo metodo si rinforzano non solo gli addominali, ma anche le fasce muscolari più profonde vicino alla colonna e intorno alla pelvi. Il punto cardine è la tonificazione e il rinforzo del Power House, cioè tutti i muscoli connessi al tronco: l'addome, i glutei, gli adduttori e la zona lombare. Gli esercizi che si eseguono sul tappetino (Pilates Mat Work) devono essere fluidi e perfettamente eseguiti, nonché abbinati ad una corretta respirazione.

## Elementi principali del Pilates
Il metodo Pilates non ha marchio registrato, per cui ogni insegnante di educazione motoria lo può adattare al proprio stile e alla propria personalità, ma si deve rifare ai principi basilari del Pilates che sono sei: 
1. la concentrazione (Concentration), massima attenzione e concentrazione in ogni esercizio: la mente deve fare da supervisore ad ogni singola parte del corpo;[3]
2. il controllo (Control), controllo su ogni parte del corpo; non si devono effettuare movimenti sconsiderati e trascurati;[3]
3. il baricentro (Centering), sinonimo di Power House, visto come centro di forza e di controllo di tutto il corpo;[4]
4. la fluidità (Fluidity): questo principio è la sintesi di tutti i concetti precedenti;[4]
5. la precisione (Precision): ogni movimento deve avvicinarsi alla perfezione, un lavoro a circuito chiuso dove l'insegnante deve avere continui riscontri dall'allievo;[4]
6. la respirazione (Breathing) sempre ben controllata e guidata dall'insegnante come nella pratica dello Yoga (a differenza dello Yoga, nel Pilates si inspira nel cominciare l'esercizio e si espira nel momento dello sforzo maggiore, si inspira con il naso e si espira sia con il naso che con la bocca; per ogni esercizio vi è un preciso ritmo).[5]